# Чашмаи Хаёт
Чашмаи Хаёт (тадж. Чашмаи Ҳаёт; прежде — Октош) — село (махалла) в Гафуровском районе Согдийской области Республики Таджикистан. Входит в состав джамоата (сельской общины) Ёва Гафуровского района.
Находится на расстоянии 32 км от райцентра (пгт. Гафуров) и 17 км до центра общины (с. Кучаи Калон).
Население — 966 чел. (2017).